# Дирвуд (город, Миннесота)
Дирвуд (англ. Deerwood) — город в округе Кроу-Уинг, штат Миннесота, США. На площади 5,3 км² (3,5 км² — суша, 1,7 км² — вода), согласно переписи 2002 года, проживают 590 человек. Плотность населения составляет 166,5 чел./км².
- Телефонный код города — 218
- Почтовый индекс — 56444
- FIPS-код города — 27-15346[1]
- GNIS-идентификатор — 0642741[2]